# Borovica
Pour les articles homonymes, voir Borovica (homonymie).
Borovica (en serbe cyrillique : Боровица) est un village du nord du Monténégro, dans la municipalité de Pljevlja.

## Démographie

### Évolution historique de la population
| 1948 | 1953 | 1961 | 1971 | 1981 | 1991 | 2003 |
| ---- | ---- | ---- | ---- | ---- | ---- | ---- |
| 190  | 216  | 234  | 236  | 206  | 172  | 187  |